# Ivan Kolev (zápasník)
Ivan Kolev Ivanov (bulharsky Иван Колев Иванов * 17. dubna 1951 Čirpan, Bulharsko) je bývalý bulharský zápasník, reprezentant v zápase řecko-římském. Dvakrát startoval na olympijských hrách, v roce 1972 v Mnichově vybojoval čtvrté místo v kategorii do 74 kg, v roce 1976 v Montrealu bronz v kategorii do 82 kg. Je mistrem světa a dvojnásobným mistrem Evropy. Byl ženatý se Svetlou Zlatevou, bulharskou reprezentantkou v běžeckých disciplínách. Manželství se rozpadlo.